# Юліан Філіпович
Юліан Філіпович (пол. Julian Filipowicz; 13 вересня 1895, маєток Дзев'ялковіце, Ярослав — 14 серпня 1945, Отвоцьк) — польський офіцер, дивізійний генерал.

## Біографія
Син Антонія Філіповича та Юстини, уродженої Дерповської. Він був братом Павела Пйотра та Тадеуша Юстина, полковників артилерії, вбитих НКВС в 1940 році в Харкові.
У 1913 році він закінчив реальне училище у Лемберзі, а потім навчався в місцевому політехнічному училищі.
Після початку Першої світової війни, 6 серпня 1914 року, він добровольцем вступив до 1-ї бригади Польських легіонів. До липня 1917 року воював у 1-му уланському полку. З 5 лютого по 31 березня 1917 року він відвідував курс кавалерійських офіцерів при 1-му уланському полку в Остроленці. Він закінчив курс з відзнакою. На той час він мав звання вахмістра. 23 липня 1917 року, після кризи присяги, він став членом Польського допоміжного корпусу в Галичині. 21 листопада того ж року його було заарештовано за звинуваченням у ворожій агітації, спробі військового повстання та членстві в солдатських радах і ув'язнено на два місяці в Перемишльській фортеці. Після звільнення в січні 1918 року його було призовано до 8-го уланського полку Австрійської армії, дислокованого в Трансільванії. У червні 1918 року він отримав відпустку, дезертирував і вступив до Польської військової організації в Люблінській області.

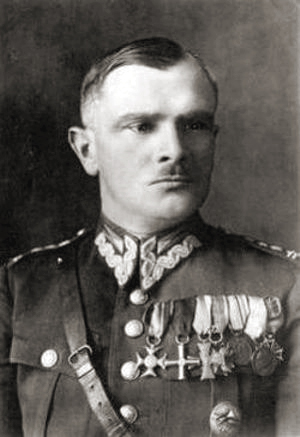

Перебуваючи у Львові в листопаді 1918 року, він приєднався до підрозділу капітана Мечислава Борути-Спеховича, щойно розпочалися польсько-українські бої. З 7 листопада 1918 року служив розвідником у 2-й батареї лейтенанта Тадеуша Філіповича, з 5 грудня 1918 року — у 1-й батареї 1-го Львівського польового артилерійського полку, а з 31 грудня 1918 року — у 1-й батареї 4-го польового артилерійського полку. У червні його перевели до 11-го уланського полку легіону командиром ескадрону в антибільшовицькій війні. У жовтні його було призначено до Офіцерської школи верхової їзди, яку він закінчив у квітні 1920 року, ставши інструктором та зв'язковим з 6-ю українською дивізією. У липні того ж року його підвищили до звання лейтенанта. У серпні він повернувся до свого батьківського 11-го уданського полку командиром ескадрону.
Після закінчення війни він залишився в 11-му полку командиром ескадрону. З 15 серпня 1924 року, після підвищення до звання майора, він командував школою унтерофіцерів у своєму полку. Під час Травневого перевороту він екстрено відправив полк до Варшави, де він підтримував війська Пілсудського. 23 травня 1927 року його було призначено заступником командира полку.
З 1928 по 1930 рік він навчався у Військовій академії у Варшаві. 1 листопада 1930 року, після завершення курсу та отримання диплома офіцера, його було призначено командиром 7-го Люблінського полку уланів у Мінську Мазовецькому. 4 липня 1935 року він прийняв командування 3-м кінним стрілецьким полком у Волковиську.
У червні 1939 року йому було доручено командування Волинською кавалерійською бригадою у Рівному. Він очолив бригаду під час Польської кампанії, пройшовши бойовий шлях від Мокрої через Варшаву до битви під Томашовом Любельським.
23 вересня 1939 року він розпустив залишки свого підрозділу та в цивільному одязі вирушив до Варшави, де вступив до підпільної Польської служби перемоги (пізніше — Союзу збройної боротьби). На початку 1940 року його заарештувало гестапо та ув'язнило у в'язниці Пав'як, звідки він утік 10 травня 1940 року, схований у сміттєвозі.
Після втечі та одужання він став начальником Краківського округу, яким командував до березня 1941 року. Його знову заарештували та ув'язнили у в'язниці на вулиці Монтелюпіх, де його катували під час допиту. Побитого і непритомного, його помилково оголосили мертвим і відвезли до моргу, звідки він утік, прийшовши до тями. Під час ув'язнення та втечі він захворів на туберкульоз. Його евакуювали до Отвоцька, де він розмістився в приватному гостьовому будинку поблизу легеневого санаторію. Не маючи змоги повернутися до Кракова, його призначили командувачем Білостоцького округу Армії Крайової. Через важку хворобу він не зміг обійняти нову посаду, був відправлений у відпустку та переведений у запас. 15 серпня 1942 року на прохання Головнокомандувача Армії Крайової йому було присвоєно звання бригадного генерала. На прохання Міністра національної оборони президент Анджей Дуда наказом від 11 липня 2019 року посмертно присвоїв йому звання дивізійного генерала.

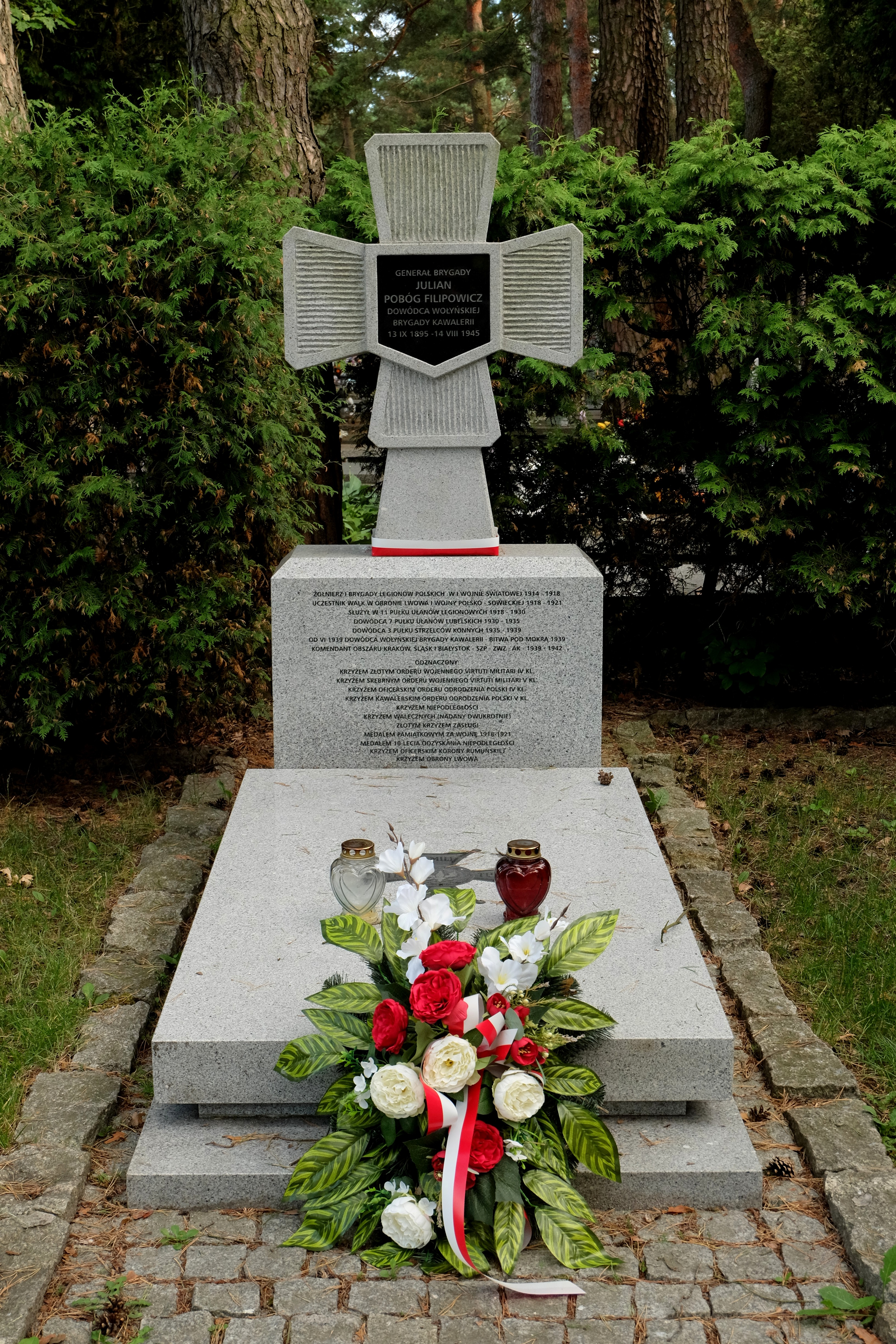
Могила Філіповича.

До Варшавського повстання його було призначено до штабу штабу Армії Крайової, але він не зміг прибути через вторгнення Червоної Армії. Через хвороби у нього розвинувся рак легень. Помер від кровотечі, спричиненої раком, і був похований на місцевому парафіяльному кладовищі в Отвоцьку (сектор V-15-353c).

## Оцінка сучасників
Уривок з його офіційної характеристики: «Видатний. Сильний та перевірений характер. Енергійний, ініціативний та швидко приймає рішення. Видатні лідерські якості. Відмінний солдат та справжній кавалерист. Не любить штабну роботу.»

## Сім'я
Одружений з Геленою Шелоховою, уродженою Мархль, у пари не було дітей. У нього був син, Веслав (1928), від позашлюбного зв'язку.

## Нагороди
- Virtuti Militari
  - срібний хрест (№5418)
  - золотий хрест (№146)[5]
- Золотий хрест Заслуги (10 листопада 1928)[6]
- Пам'ятна медаль учаснику війни 1918-1921 років
- Медаль «Десятиліття здобутої незалежності»
- Хрест Незалежності (12 травня 1931)[7]
- Орден Відродження Польщі
  - лицарський хрест
  - офіцерський хрест (11 листопада 1937)[8]
- Хрест Хоробрих — нагороджений двічі.
- Знак «За вірну службу»
- Пам'ятний знак 7-го Люблінського уланського полку
- Знак 1-го уланського полку Польських легіонів
- Державний спортивний знак
- Орден Корони Румунії, офіцерський хрест (1937)